# Васко Сейреков
Васко Сейреков е български католически епископ в Никополската епархия през 70-те години на XX в.

## Биография
Васил Сейреков е роден на 16 януари 1920 г. в Пловдив в католическо семейство. След завършване на гимназия той решава да учи богословие и да стане свещеник. На 18 март 1945 г. е ръкоположен за свещеник.
Първо начално работи в Пловдив, където заедно с отците Никола Радов и Петър Изамски подготвят Георги Йовчев за свещеник. След това за известно време отец Васко Сейреков работи като администратор на Никополската епархия заради невъзможността да се избере нов епископ поради съпротивата на властите в София.
От 22 до 29 октомври 1975 г. в България пребивава секретарят на Конгрегацията за източните църкви Марио Брини в състава на делегация във връзка с възстановяването на епископските права на Богдан Добранов и назначаването му за администратор на Софийско-Пловдивската епархия и ръкополагането на Васил Сейреков за епископ на Никополската епархия. На 26 октомври 1975 г. архиепископ Марио Брини ръкополага отец Васко Сейреков за никополски епископ в катедралата „Свети Лудовик“ в Пловдив.
Умира на 4 януари 1977 г. в Русе.